# محمود داهود
محمود دهود (زادهٔ ۱ ژانویهٔ ۱۹۹۶) یک بازیکن فوتبال اهل آلمان و کردتبار است که در پست هافبک برای باشگاه فوتبال آینتراخت فرانکفورت در بوندس‌لیگا بازی می‌کند.
وی اصالتاً اهل کردستان سوریه است و در شهر کردنشین عامودا این کشور متولد شده است ولی در کودکی به همراه پدر و مادرش به آلمان مهاجرت می‌کنند و برای تیم ملی فوتبال آلمان بازی کرده است.